# Tivaouane
Tivaouane è una città del Senegal, situata nella Regione di Thiès e capoluogo del Dipartimento di Tivaouane.